# Pray (little by littleの曲)
「Pray」（プレイ）は、日本の音楽ユニット・little by littleの7作目のシングル。

## 概要
- 前作「キミモノガタリ」から約5ヶ月ぶりのシングル。
- 表題曲はドラマ『東京ゴーストトリップ』のエンディングテーマに起用された。ドラマ主題歌としては3rdシングル「雨上がりの急な坂道」以来4作ぶり、通算2作目となる。
- 活動休止前としては最後のCD作品となっている。なお、音源としてはデジタル・ダウンロードによる配信限定シングル「Never Too Late」が最後の作品となる。

## 収録曲
1. Pray
作詞・作曲：tetsuhiko
編曲：島田昌典
インディーズ時代の2002年に制作された楽曲で、当時から存在していた1番の歌詞に、今作までの6年間試行錯誤しながら書かれた2番の歌詞を付け加える形で完成された。歌詞は佐藤修悦が手掛けた日暮里駅のガムテープ案内文字からインスパイアされ、「変わりたいけど、変われない」をテーマとしている[1]。また佐藤は今作のジャケットとミュージック・ビデオにも出演している。
2. Re:birth Day
作詞・作曲：tetsuhiko
編曲：西本明
3. ジャパニーズコンパクトガール148
作詞・作曲：tetsuhiko
編曲：tasuku
タイトルはダブルミーニングで、hidecoの身長148cmと、この楽曲のBPM148から名付けられた[1]。
4. Pray -Instrumental-
作曲：tetsuhiko
編曲：島田昌典
表題曲のインストゥルメンタル。

## タイアップ
- 独立放送局系ドラマ『東京ゴーストトリップ』エンディングテーマ (#1)
- ニッセンレンエスコート『エスコートカード』公園編CMソング (#2)

## 収録アルバム
- 東京ゴーストトリップ オリジナル・サウンドトラック (#1)